# Mannheim–Karlsruhe–Bázel nagysebességű vasútvonal
A Mannheim–Karlsruhe–Bázel vasútvonal (németül: Rheintalbahn) a Baden-Württemberg német szövetségi tartomány nyugati peremén, a Rajna-völgy keleti oldalán épült kétvágányú villamosított vasútvonal, mely Mannheimet köti össze a svájci Bázel városával Heidelbergen, Karlsruhén, Baden-Badenen és Freiburg im Breisgaun keresztül. További fontos állomásai még Bühl, Achern, Offenburg, Lahr, Emmendingen, Bad Krozingen, Müllheim és Weil am Rhein.
A vonal része a Bádeni Fővonalnak (németül: Badische Hauptbahn). Építése 1840-ben kezdődött, és 1855-re érte el Bázelt. A   15 kV, 16,7 Hz-cel villamosított vonal ma a Deutsche Bahn hálózatának egyik legfontosabb vonala. Hosszabb ideje folyik a vonal korszerűsítése, hogy az engedélyezett sebességet 250 km/h-ra emelhessék.

## Története
| Dátum              | Építkezés kezdete       | Építkezés vége          |
| ------------------ | ----------------------- | ----------------------- |
| 1840 szeptember 12 | Mannheim Hauptbahnhof   | Heidelberg Hauptbahnhof |
| 1843 április 10    | Heidelberg Hauptbahnhof | Karlsruhe Hauptbahnhof  |
| 1844 május 1       | Karlsruhe Hauptbahnhof  | Rastatt                 |
| 1844 május 6       | Rastatt                 | Baden-Oos               |
| 1844 június 1      | Baden-Oos               | Offenburg               |
| 1845 augusztus 1   | Offenburg               | Freiburg Hauptbahnhof   |
| 1847 június 1      | Freiburg Hauptbahnhof   | Müllheim (Baden)        |
| 1847 június 15     | Müllheim                | Schliengen              |
| 1848 november 8    | Schliengen              | Efringen                |
| 1851 január 22     | Efringen                | Haltingen               |
| 1855               | Haltingen               | Bázel                   |

### Építkezés
A projekt kilenc részből áll:
1. rész: Karlsruhe–Rastatt-Süd (60,66–100,87 km): 24,3 km
2. rész: Rastatt-Süd–Sinzheim (km 100,87–114,37 km): 13,5 km
3. rész: Bühl–Ottersweier (114,37–121,75 km): 7,4 km
4. rész: Achern–Sasbach (121,75–130,53 km): 7,8 km
5. rész: Renchen–Appenweier (130,52–140,16 km): 9,6 km
6. rész: Appenweier–Offenburg (140,16–145,48 km): 5,3 km
7. rész: Offenburg–Herbolzheim (145,48–178,00 km): 32,6 km
8. rész: Kenzingen–Heitersheim (178,00–222,40 km): 44,4 km
9. rész: Buggingen–Bázel (222,40–271,61 km): 37,4 km

## Forgalom

### Távolsági
| Járat        | Vonal |
| ------------ | --- |
| ICE 12       | Berlin – Braunschweig – Kassel-Wilhelmshöhe – Frankfurt (Main) – Karlsruhe – Basel (– Zürich – Interlaken Ost) |
| ICE 20       | (Kiel –) Hamburg – Kassel-Wilhelmshöhe – Frankfurt (Main) – Karlsruhe – Basel (– Zürich – Interlaken Ost)      |
| IC 30 ICE 31 | Kiel – Hamburg – Dortmund – Duisburg/Wuppertal – Köln – Koblenz – Frankfurt (Main) – Karlsruhe – Basel – Chur  |
| ICE 43       | (Amsterdam Centraal – Duisburg bzw. Dortmund –) Köln – Frankfurt (Main) Flughafen – Karlsruhe – Basel          |
| ICE 83       | Paris – Karlsruhe – Stuttgart (– München)                                                                      |
| IC 60        | Strasburg – Baden-Baden – Bruchsal – Stuttgart – München                                                       |
| IC 61        | Basel – Freiburg – Karlsruhe – Stuttgart – Nürnberg                                                            |
| IC 26 IC 35  | Norddeich Mole – Köln/Hamburg – Frankfurt – Karlsruhe – Offenburg – Triberg – Singen – Konstanz                |

### Regionális
| RE 2                                          | Mannheim – Heidelberg – Sinsheim – Heilbronn                                                                           |                                                                                    |                                                                                    |
| RE 3                                          | Mannheim – Heidelberg – Eberbach – Heilbronn                                                                           |                                                                                    |                                                                                    |
| RE                                            | Karlsruhe – Baden-Baden – Offenburg – Hausach – Villingen – Konstanz (– Kreuzlingen)                                   |                                                                                    |                                                                                    |
| RE                                            | Heidelberg – Wiesloch-Walldorf – Bruchsal – Bretten – Stuttgart                                                        |                                                                                    |                                                                                    |
| RE                                            | Offenburg – Lahr – Emmendingen – Denzlingen – Freiburg (– Basel Bad)                                                   |                                                                                    |                                                                                    |
| RE                                            | (Offenburg –) Freiburg – Bad Krozingen – Müllheim – Weil am Rhein – Basel Bad (– Basel SBB)                            |                                                                                    |                                                                                    |
| IRE                                           | Basel Bad – Rheinfelden – Waldshut – Schaffhausen – Singen – Friedrichshafen – Ulm                                     | Basel Bad – Rheinfelden – Waldshut – Schaffhausen – Singen – Friedrichshafen – Ulm | Basel Bad – Rheinfelden – Waldshut – Schaffhausen – Singen – Friedrichshafen – Ulm |
| RB 2                                          | Biblis – Mannheim – Schwetzingen – Hockenheim – Graben-Neudorf – Karlsruhe                                             |                                                                                    |                                                                                    |
| RB                                            | Offenburg – Emmendingen – Freiburg – Bad Krozingen – Müllheim – Neuenburg / Basel Bad                                  |                                                                                    |                                                                                    |
| Société nationale des chemins de fer français | |                                                                                    |                                                                                    |
| TER                                           | (Freiburg –) Müllheim – Neuenburg – Bantzenheim – Mulhouse                                                             |                                                                                    |                                                                                    |
| Südwestdeutsche Verkehrs-Aktiengesellschaft   | |                                                                                    |                                                                                    |
| SWEG                                          | Freiburg – Schallstadt – Bad Krozingen – Oberkrozingen – Staufen (– Münstertal)                                        |                                                                                    |                                                                                    |
| BSB                                           | Elzach – Waldkirch – Denzlingen – Gundelfingen – Freiburg-Zähringen – Freiburg-Herdern – Freiburg                      |                                                                                    |                                                                                    |
| SWEG                                          | Offenburg – Appenweier – Achern                                                                                        |                                                                                    |                                                                                    |
| S-Bahn RheinNeckar:                           | |                                                                                    |                                                                                    |
| S 1                                           | Homburg – Kaiserslautern – Mannheim – Heidelberg – Mosbach – Osterburken                                               |                                                                                    |                                                                                    |
| S 2                                           | Kaiserslautern – Mannheim – Heidelberg – Mosbach                                                                       |                                                                                    |                                                                                    |
| S 3                                           | Germersheim – Mannheim – Heidelberg – Bruchsal – Karlsruhe                                                             |                                                                                    |                                                                                    |
| S 4                                           | Germersheim – Mannheim – Heidelberg – Bruchsal                                                                         |                                                                                    |                                                                                    |
| Stadtbahn Karlsruhe:                          | |                                                                                    |                                                                                    |
| S 31                                          | Odenheim – Ubstadt Ort – Bruchsal – Karlsruhe-Durlach – Karlsruhe                                                      |                                                                                    |                                                                                    |
| S 32                                          | Menzingen – Ubstadt Ort – Bruchsal – Karlsruhe-Durlach – Karlsruhe                                                     |                                                                                    |                                                                                    |
| S 7                                           | Karlsruhe Tullastraße/Verkehrsbetriebe – Karlsruhe Marktplatz – Rastatt – Baden-Baden – Achern                         |                                                                                    |                                                                                    |
| S 8                                           | Karlsruhe Tullastraße/Verkehrsbetriebe – Karlsruhe Marktplatz – Durmersheim – Rastatt – Freudenstadt – Eutingen im Gäu |                                                                                    |                                                                                    |
| S 71                                          | Karlsruhe – Ettlingen West – Rastatt – Baden-Baden – Achern                                                            |                                                                                    |                                                                                    |
| S 81                                          | Karlsruhe – Ettlingen West – Rastatt – Freudenstadt                                                                    |                                                                                    |                                                                                    |
| Regio-S-Bahn Basel:                           | |                                                                                    |                                                                                    |
| S1                                            | (Zell im Wiesental – Schopfheim –) Steinen – Lörrach – Weil am Rhein                                                   |                                                                                    |                                                                                    |
| S6                                            | Zell im Wiesental – Schopfheim – Steinen – Lörrach – Basel Bad – Basel SBB                                             |                                                                                    |                                                                                    |

### Költségek és finanszírozás
2006-ban kb. 108 millió eurót költöttek a vonalra.

## Képgaléria

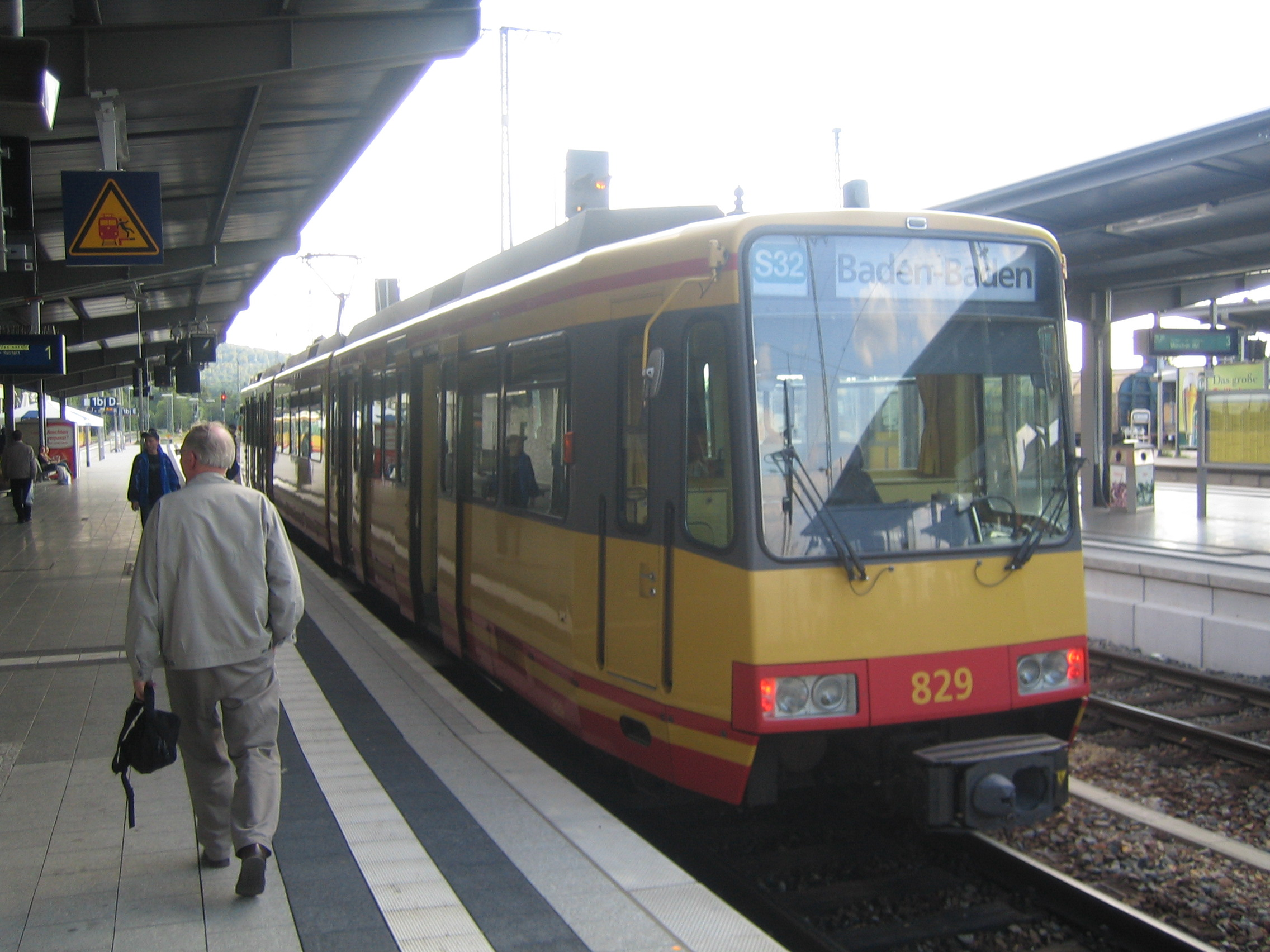
S32-es Karlsruhe Stadtbahn Bruchsal állomáson
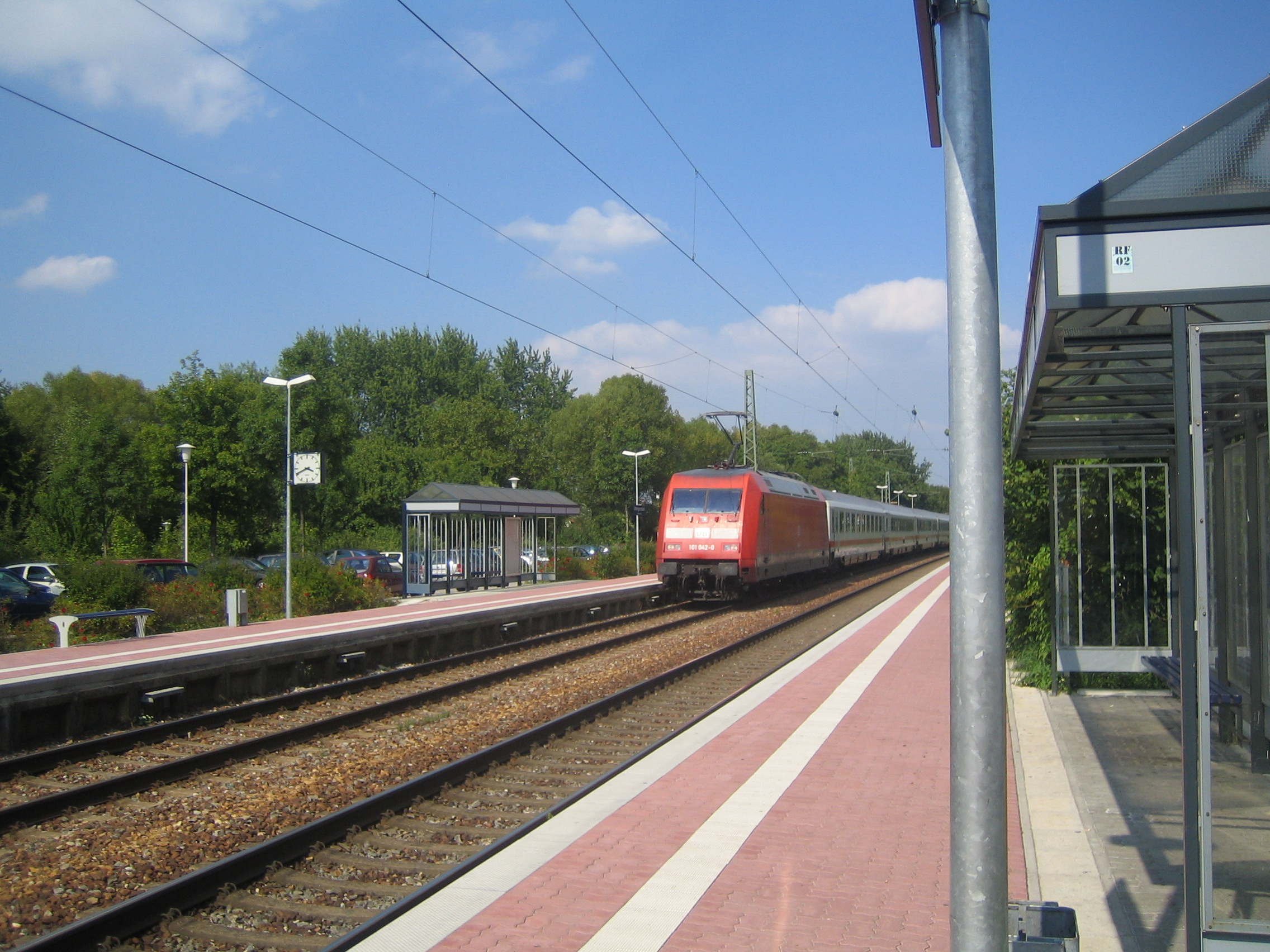
Start of section in Untergrombach
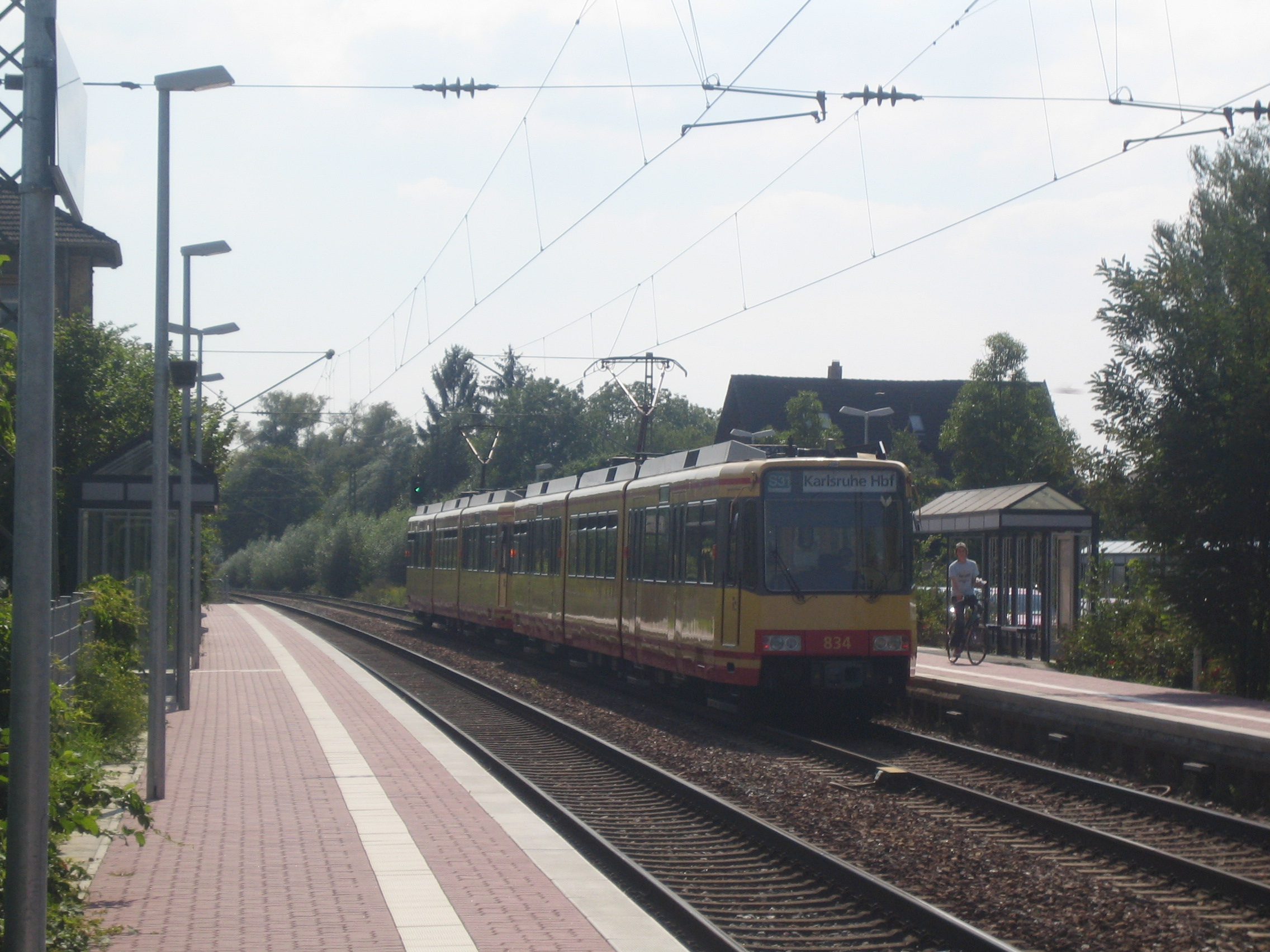
Karlsruhe-i Stadtbahn Untergrombach-ban
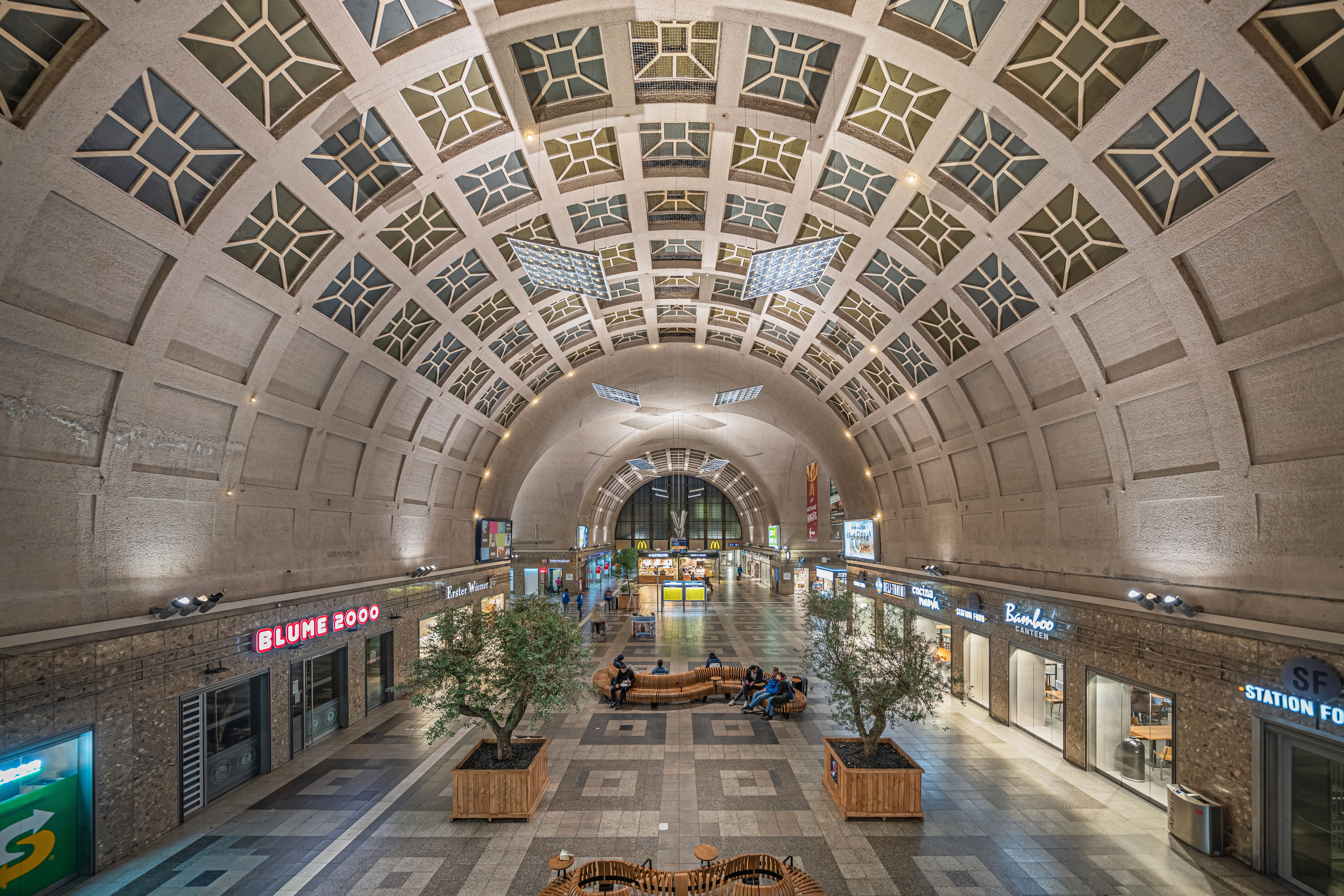
Karlsruhe állomás váróterme
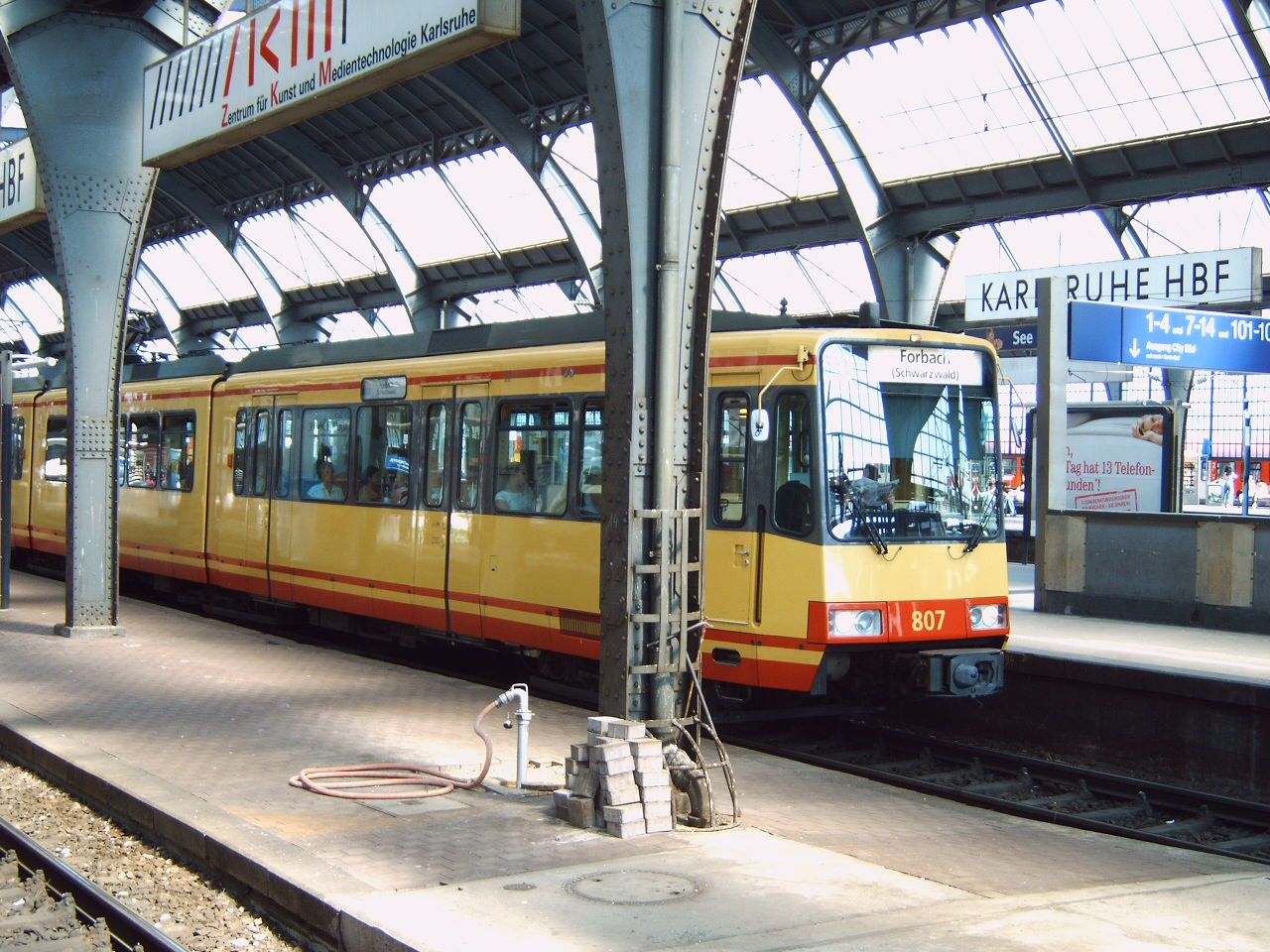
Stadtbahn Karlsruhe Hauptbahnhofban
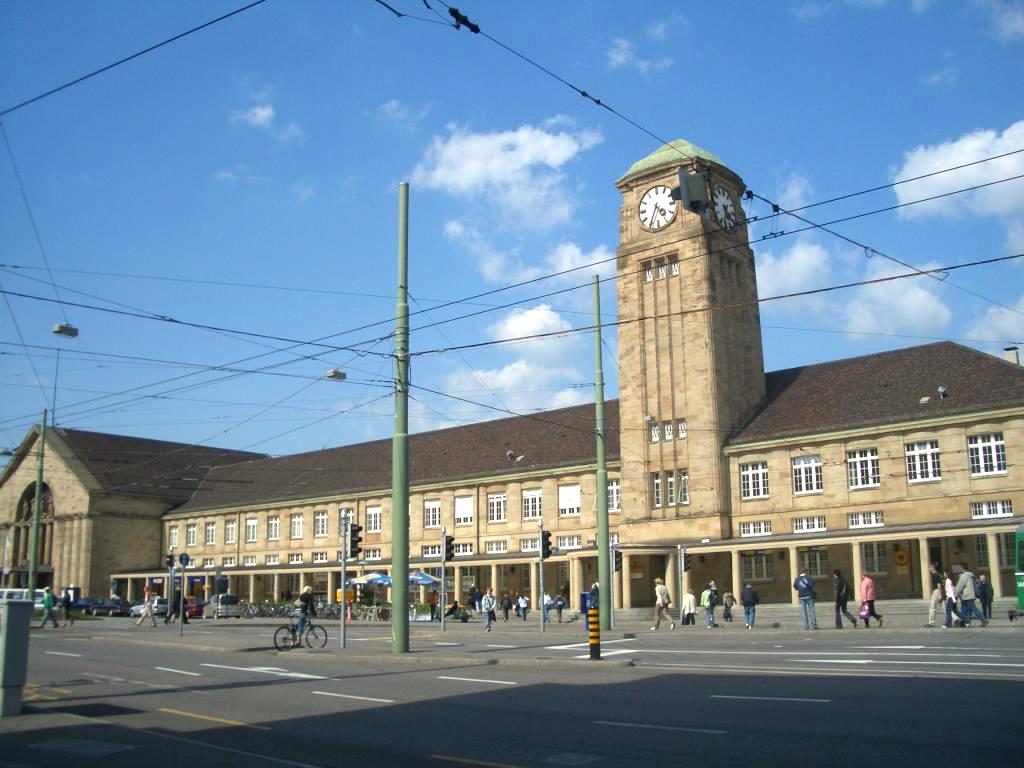
Bázel Baden állomás
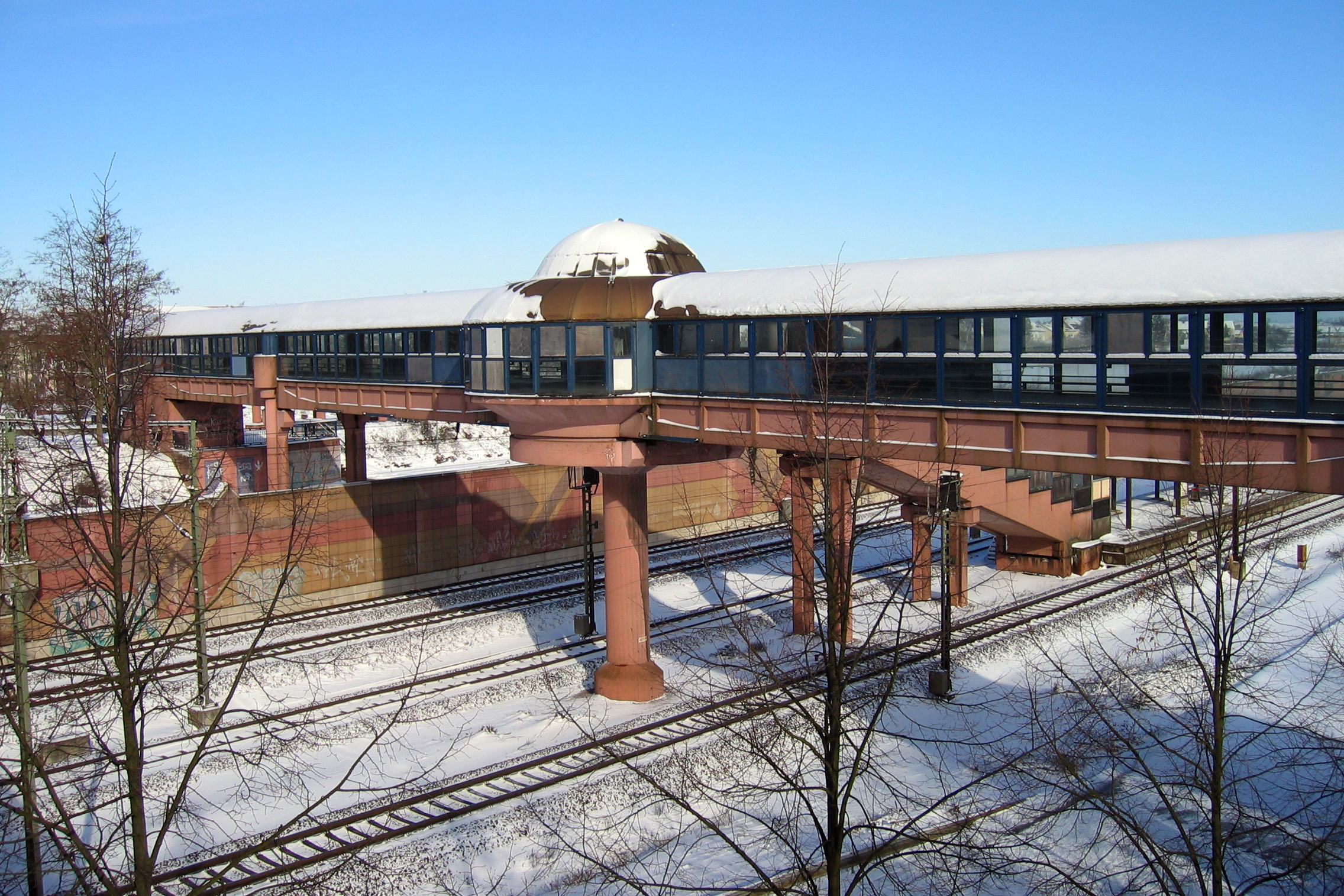
Neulußheim állomás